# Torre de Centocelas
La Torre de Centocelas (en llatí Centum Cellæ, Centum Celli, o Centum Coelli), antigament també denominada Torre de Sâo Cornélio, es troba a la muntanya de Sâo Antão, freguesia del Colmeal da Torre, municipi de Belmonte, districte de Castelo Branco, a Portugal.
És un singular monument de roca actualment en ruïnes que, al llarg dels segles, ha atret l'atenció de curiosos i estudiosos, suscitant les més diverses llegendes i teories.
Una de les tradicions refereix que la torre hauria estat una presó amb un centenar de cel·les (d'on prové el seu nom), on fou presoner Corneli (d'on en prové el nom alternatiu).
Sobre la primitiva funció, es creia que havia estat un prætorium (campament romà). Però les campanyes de prospecció arqueològica en la rodalia, empreses en la dècada de 1960 i 1990, indiquen que es tracta més aviat d'una villa, i la torre n'és representativa de la pars urbana, i encara n'hi ha una gran part de la pars rustica per excavar.

## Història
En el context de la invasió romana de la península Ibèrica, la villa seria propietat de Lluci Cecili (en llatí: LVCIVS CÆCILIVS), un ric ciutadà romà, comerciant d'estany (metall abundant a la península Ibèrica), que l'hauria construït a mitjan segle I. D'acord amb els testimoniatges arqueològics, fou destruïda a mitjan segle III per un gran incendi, i reconstruïda més tard.
En l'època medieval, damunt les seues restes s'edificà una capella sota la invocació de sant Corneli, que les llegendes associen a l'indret, però va caure en ruïnes i desaparegué per complet al segle xviii.
És possible que en el període medieval l'estructura de Centum Cellas tingués algun paper en la consolidació i defensa de la frontera oriental del Regne de Portugal amb el de Lleó (queda en la mateixa línia de defensa que Egitania i Guarda, fundada al 1199), i rebé dret foral de Sancho I de Portugal el 1188, anomenada llavors Centuncelli. Així ho entén Pinho Leal en referir que, en el pas del segle XIII al XIV, la torre hauria estat reconstruïda per fer de talaia, mentre els altres annexos queien en ruïnes (Portugal antic i modern) – tesi actualment considerada improbable. El 1198 la seu del municipi fou transferida a la veïna població de Belmonte, i Centum Cellas, a partir de llavors, va patir un lent procés de declivi.
Es troba classificada com a Monument Nacional pel Decret núm. 14 425, de 15 d'octubre de 1927, publicat en el Diari del Govern núm. 136.

## Característiques
Es tracta d'un edifici de planta rectangular, de tres pisos (prop de dotze metres d'alçada), i sense cobertura. Té múltiples obertures, de dimensions variades. Dos frisos separen el primer del segon i aquest del tercer pis.

## Centre interpretatiu
El 2 d'agost de 2020, la Cambra de Belmonte va anunciar que faria "tan de pressa com fos possible" els treballs de consolidació i la creació d'un centre interpretatiu de la Torre.
L'obra està pressupostada en prop de 600.000 euros.
El projecte pretén preservar i conservar la torre, detenint el risc imminent d'esllavissada d'alguna pedra, que ja es comença a comprovar i la creació d'un centre d'interpretació, que queda en un terreny a prop de 10 m de la torre i on serà possible conéixer les diferents versions sobre l'origen del monument.